# Кубок шести наций 2018
Кубок шести наций 2018 (англ. 2018 Six Nations Championship, по спонсорским причинам носил название NatWest 6 Nations) — 19-й по счёту Кубок шести наций (124-й, если считать с Кубком домашних наций и Кубком пяти наций), ежегодный турнир по регби-15, в котором участвовали национальные команды Англии, Ирландии, Италии, Уэльса, Франции и Шотландии.
В четвёртом туре соревнования досрочным победителем соревнования стала сборная Ирландии. В последнем матче ирландцы сумели обыграть англичан, тем самым завоевав свой третий в истории большой шлем.

## Участники
| Команда   | Стадион               | Город    | Главный тренер  | Капитан         |
| --------- | --------------------- | -------- | --------------- | --------------- |
| Англия    | «Туикенем»            | Лондон   | Эдди Джонс      | Дилан Хартли1   |
| Ирландия  | «Авива»               | Дублин   | Джо Шмидт       | Рори Бест       |
| Италия    | «Олимпийский стадион» | Рим      | Конор О’Ши      | Серджо Париссе  |
| Уэльс     | «Миллениум»           | Кардифф  | Уоррен Гэтленд  | Алан Уин Джонс2 |
| Франция   | «Стад де Франс»       | Сен-Дени | Жак Брюнель     | Гийом Гирадо3   |
| Франция   | «Оранж Велодром»      | Марсель  | Жак Брюнель     | Гийом Гирадо3   |
| Шотландия | «Мюррейфилд»          | Эдинбург | Грегор Таунсенд | Джон Барклай    |

1 Из-за травмы Дилана Хартли на матч четвёртого тура против сборной Франции капитанскую повязку получил Оуэн Фаррелл.

2 Алан Уин Джонс пропустил матч четвёртого тура против сборной Италии, а капитаном валлийцев стал Таулупе Фалетау.

3Из-за травмы Гийома Гирадо на матч пятого тура против сборной Уэльса капитанскую повязку получи Матьё Бастаро.

## Результаты

### Турнирная таблица
| Место                       | Команда   | Игры    | Игры  | Игры   | Игры      | Очки | Очки | Очки | Очки | Очки | Всего очков |
| Место                       | Команда   | Сыграно | Побед | Ничьих | Поражений | О+   | О-   | О±   | Поп. | БО   | Всего очков |
| --------------------------- | --------- | ------- | ----- | ------ | --------- | ---- | ---- | ---- | ---- | ---- | ----------- |
| 1                           | Ирландия  | 5       | 5     | 0      | 0         | 160  | 82   | +78  | 20   | 6    | 26          |
| 2                           | Уэльс     | 5       | 3     | 0      | 2         | 119  | 83   | +36  | 13   | 3    | 15          |
| 3                           | Шотландия | 5       | 3     | 0      | 2         | 101  | 128  | -27  | 11   | 1    | 13          |
| 4                           | Франция   | 5       | 2     | 0      | 3         | 108  | 94   | +14  | 8    | 3    | 11          |
| 5                           | Англия    | 5       | 2     | 0      | 3         | 102  | 92   | -10  | 14   | 2    | 10          |
| 6                           | Италия    | 5       | 0     | 0      | 5         | 92   | 203  | -111 | 12   | 1    | 1           |
| Источник: Six Nations Rugby |           |         |       |        |           |      |      |      |      |      |             |

Правила начисления очков
- За победу даётся 4 очка;
- За ничью даётся 2 очка;
- Бонусное очко даётся в случае, если команда в матче занесла четыре попытки и более или в случае, если команда проиграла с разницей в семь очков или менее. В случае, если команда проиграла с разницей в 7 очков или менее и занесла больше четырёх попыток, она получает два бонусных очка;
- Три бонусных очка даётся команде, которая сумела обыграть всех пятерых соперников (получила большой шлем).
- Дополнительные показатели при равенстве очков:
  - В случае, если количество очков у двух или нескольких команд одинаково, победителем считается команда, у которой лучше разница между заработанными и проигранными очками;
  - В случае, если первый показатель является равным, победителем считается команда, занёсшая больше попыток;
  - В случае, если второй показатель также является равным, обладателем Кубка становятся все команды, подходящие под указанные критерии.

### 1-я неделя
| 3 февраля 2018 14:15 UTC±0 | Уэльс (1 БО) | 34:7  | Шотландия                                       | «Миллениум», Кардифф Зрителей: 74 169 Судья: Паскаль Гаузер |
| 3 февраля 2018 14:15 UTC±0 | Попытки: Дэвис 6' Хафпенни (2) 12', 64' Эванс 73' Реализации: Хафпенни (4/4) 8', 13, 63', 74' Штрафные: Хафпенни (2/2) 44', 49' | Отчёт | Попытки: Хорн 79' Реализации: Расселл (1/1) 79' | «Миллениум», Кардифф Зрителей: 74 169 Судья: Паскаль Гаузер |

| 3 февраля 2018 17:45 UTC+1 | Франция (1 БО)                                                                | 13:15 | Ирландия                                                                 | «Стад де Франс», Сен-Дени Зрителей: 74 878 Судья: Найджел Оуэнс |
| 3 февраля 2018 17:45 UTC+1 | Попытки: Тома 72' Реализации: Беллё (1/1) 74' Штрафные: Машено (2/2) 36', 54' | Отчёт | Штрафные: Секстон (4/5) 3', 22', 39', 47' Дроп-голы: Секстон (1/1) 80+3' | «Стад де Франс», Сен-Дени Зрителей: 74 878 Судья: Найджел Оуэнс |

| 4 февраля 2018 16:00 UTC+1 | Италия                                                                                   | 15:46 | Англия (1 БО) | «Олимпийский стадион», Рим Зрителей: 61 464 Судья: Матьё Рейналь |
| 4 февраля 2018 16:00 UTC+1 | Попытки: Бенвенути 20' Беллини 58' Реализации: Аллан (1/2) 22' Штрафные: Аллан (1/1) 39' | Отчёт | Попытки: Уотсон (2) 3', 11' Фаррелл 26' Симмондс (2) 52', 75' Форд 68' Ноуэл 77' Реализации: Фаррелл (4/7) 27', 53', 69', 76' Штрафные: Фаррелл (1/1) 47' | «Олимпийский стадион», Рим Зрителей: 61 464 Судья: Матьё Рейналь |

### 2-я неделя
| 10 февраля 2018 14:15 UTC±0 | Ирландия (1 БО) | 56:19 | Италия                                                                   | «Авива», Дублин Зрителей: 51 700 Судья: Ромен Пуат |
| 10 февраля 2018 14:15 UTC±0 | Попытки: Хеншоу (2) 11', 44' Мюррей14' Аки 21' Эрлз 35' Бест 53' Стокдейл (2) 60', 70' Реализации: Секстон (5/5) 12', 16', 22', 37', 45' Кэрбери (3/3) 54', 61', 71' | Отчёт | Попытки: Аллан 56' Гори 66' Миноцци 75' Реализации: Аллан (2/3) 58', 66' | «Авива», Дублин Зрителей: 51 700 Судья: Ромен Пуат |

| 10 февраля 2018 16:45 UTC±0 | Англия                                                 | 12:6  | Уэльс (1 БО)                                  | «Туикенем», Лондон Зрителей: 82 000 Судья: Жером Гарсе |
| 10 февраля 2018 16:45 UTC±0 | Попытки: Мэй (2) 3', 20' Реализации: Фаррелл (1/2) 21' | Отчёт | Штрафные: Пэтчелл (1/2) 24' Энскомб (1/1) 77' | «Туикенем», Лондон Зрителей: 82 000 Судья: Жером Гарсе |

Факты:
- Сборная Англии одержала рекордную 15-ю подряд домашнюю победу в Кубке шести наций[6].

| 11 февраля 2018 15:00 UTC±0 | Шотландия | 32:26 | Франция (1 БО)                                                                                              | «Мюррейфилд», Эдинбург Зрителей: 67 144 Судья: Джон Лейси |
| 11 февраля 2018 15:00 UTC±0 | Попытки: Мэйтленд 13' Джонс 32' Реализации: Лэйдлоу (2/2) 14', 33' Штрафные: Лэйдлоу (6/6) 44', 49', 61', 65', 71' 77' | Отчёт | Попытки: Тома (2) 3', 27' Реализации: Машено (2/2) 4', 28' Штрафные: Машено (2/2) 10', 40+2' Серен 47', 58' | «Мюррейфилд», Эдинбург Зрителей: 67 144 Судья: Джон Лейси |

Факты:
- Сборная Шотландии выиграла первый в истории Кубок Старинного союза[7].

### 3-я неделя
| 23 февраля 2018 21:00 UTC+1 | Франция | 34:17 | Италия | «Оранж Велодром», Марсель Зрителей: 50 000 Судья: Уэйн Барнс |
| 23 февраля 2018 21:00 UTC+1 | Попытки: Габрийаж 4' Бонневаль 59' Бастаро 72' Реализации: Машено (1/2) 60' Трин-Дюк (1/1) 73' Штрафные: Машено (5/5) 28', 39', 45', 64'. 70' | Отчёт | Попытки: Штрафная попытка 9' · Миноцци 78' · Реализации: Канна (1/1) 78' · Штрафные: Аллан (1/1) 49' · Бьяджи 80+2' | «Оранж Велодром», Марсель Зрителей: 50 000 Судья: Уэйн Барнс |

Факты:
- Сборная Франции сохранила за собой Приз Джузеппе Гарибальди.

| 24 февраля 2018 14:15UTC±0 | Ирландия (1 БО) | 37:27 | Уэльс | «Авива», Дублин Зрителей: 51 700 Судья: Глен Джексон |
| 24 февраля 2018 14:15UTC±0 | Попытки: Стокдейл (2) 6', 80 Аки 40' Ливи 44' Хили 53' Реализации: Секстон (2/4) 40', 45' Кэрбери (1/1) 80' Штрафные: Секстон (1/3) 35' Мюррей (1/1) 75' | Отчёт | Попытки: Дэвис 20' Шинглер 61' Эванс 76' Реализации: Хафпенни (3/3) 21', 63', 77' Штрафные: Хафпенни (2/2) 2', 30' | «Авива», Дублин Зрителей: 51 700 Судья: Глен Джексон |

Факты:
- Для Уоррена Гэтленда этот матч стал сотым у руля сборной Уэльса[8].

| 24 февраля 2018 16:45 UTC±0 | Шотландия | 25:13 | Англия | «Мюррейфилд», Эдинбург Зрителей: 67 144 Судья: Найджел Оуэнс |
| 24 февраля 2018 16:45 UTC±0 | Попытки: Джонс (2) 14', 37' Мэйтленд 30' Реализации: Лэйдлоу (2/3) 15', 38' Штрафные: Лэйдлоу (1/1) 2' Расселл (1/1) 66' | Отчёт | Попытки: Фаррелл 43' · Реализации: Фаррелл (1/1) 43' · Штрафные: Фаррелл (2/2) 13', 17' · Андерхилл 65'—75' | «Мюррейфилд», Эдинбург Зрителей: 67 144 Судья: Найджел Оуэнс |

Факты:
- Сборная Шотландии выиграла Кубок Калькутты впервые с 2008 года;
- Хью Джонс занёс первую за 15 лет попытку сборной Англии на «Мюррейфилде». Предыдущим отличившимся был Саймон Даниэлли в 2004 году[9].

### 4-я неделя
| 10 марта 2018 17:00 UTC±0 | Ирландия (1 БО)                                                                                   | 28:8  | Шотландия                                         | «Авива», Дублин Зрителей: 51 700 Судья: Уэйн Барнс |
| 10 марта 2018 17:00 UTC±0 | Попытки: Стокдейл 22', 40+2' Мюррей 46' Кронин 69' Реализации: Секстон (4/4) 24', 40+3', 47', 71' | Отчёт | Попытки: Кингхорн 52' Штрафные: Лэйдлоу (1/1) 13' | «Авива», Дублин Зрителей: 51 700 Судья: Уэйн Барнс |

Факты:
- Сборная Ирландии вернула себе Столетний куэйч.

| 10 марта 2018 17:45 UTC+1 | Франция                                                                                  | 22:16 | Англия (1 БО) | «Стад де Франс», Сен-Дени Зрителей: 78 060 Судья: Джако Пейпер |
| 10 марта 2018 17:45 UTC+1 | Попытки: Штрафная попытка 49' Штрафные: Машено (4/4) 25', 33', 37', 63' Боксис (1/1) 78' | Отчёт | Попытки: Мэй 74' · Реализации: Фаррелл (1/1) 75' · Штрафные: Фаррелл (2/2) 4', 29' · Дейли (1/1) 21' · Уотсон 49'—59' | «Стад де Франс», Сен-Дени Зрителей: 78 060 Судья: Джако Пейпер |

Факты:
- После поражения англичан сборная Ирландии стала обладателем Кубка шести наций досрочно.

| 11 марта 2018 15:00 UTC±0 | Уэльс (1 БО) | 38:14 | Италия                                                                                                | «Миллениум», Кардифф Зрителей: 65 242 Судья: Жером Гарсе |
| 11 марта 2018 15:00 UTC±0 | Попытки: Паркс 3' · Норт (2) 5', 65' · Хилл 42' · Типьюрик 70' · Реализации: Энскомб (3/3) 4', 7', 43' · Хафпенни (2/2) 67', 71' · Штрафные: Энскомб (1/1) 36' · Уильямс 40+3'—51' · Дэвис 48'—58' | Отчёт | Попытки: Миноцци 9' · Беллини 75' · Реализации: Аллан (1/1) 11' · Канна (1/1) 76' · Бенвенути 77'—80' | «Миллениум», Кардифф Зрителей: 65 242 Судья: Жером Гарсе |

Факты:
- Проиграв сборной Уэльса, итальянцы выиграли деревянную ложку.

### 5-я неделя
| 17 марта 2018 13:30 UTC+1 | Италия (1 БО)                                                                                               | 27:29 | Шотландия (1 БО) | «Олимпийский стадион», Рим Зрителей: 60 412 Судья: Паскаль Гаузер |
| 17 марта 2018 13:30 UTC+1 | Попытки: Аллан (2) 14', 45' Миноцци 21' Реализации: Аллан (3/3) 15', 22', 46' Штрафные: Аллан (2/2) 7', 76' | Отчёт | Попытки: Браун 10' Барклай 25' Мэйтленд 61' Хогг 71' Реализации: Лэйдлоу (3/4) 26', 62', 72' Штрафные: Лэйдлоу (1/1) 79' | «Олимпийский стадион», Рим Зрителей: 60 412 Судья: Паскаль Гаузер |

| 17 марта 2018 14:45 UTC±0 | Англия                                | 15:24 | Ирландия (3 БО) | «Туикенем», Лондон Зрителей: 82 062 Судья: Ангус Гарднер |
| 17 марта 2018 14:45 UTC±0 | Попытки: Дейли (2) 32', 65' Мэй 80+2' | Отчёт | Попытки: Рингроуз 6' · Стендер 24' · Стокдейл 40+2' · Реализации: Секстон (2/2) 7', 24' · Кэрбери (1/1) 40+5' · Штрафные: Мюррей (1/1) 60' · О’Мэхони 29'—39' | «Туикенем», Лондон Зрителей: 82 062 Судья: Ангус Гарднер |

Факты:
- Поражение англичан стало для них первым на «Туикенеме» с 2012 года (серия из 15 матчей), первым на домашней арене (серия из 14 матчей), а для ирландцев это была первая победа над сборной Англии в гостях впервые с 2010 года[10];
- Сборная Ирландии выиграла Приз Миллениума впервые с 2011 года[11];
- Сборная Ирландии выиграла большой шлем и Тройную корону впервые с 2009 года[12].

| 17 марта 2018 17:00 UTC±0 | Уэльс                                                      | 14:13 | Франция (1 БО)                                                                                         | «Миллениум», Кардифф Зрителей: 74 169 Судья: Бен О’Киф |
| 17 марта 2018 17:00 UTC±0 | Попытки: Уильямс 4' Штрафные: Хафпенни (3/3) 10', 16', 32' | Отчёт | Попытки: Фику 21' Реализации: Машено (1/1) 22' Штрафные: Машено (1/2) 49' Дроп-голы: Трин-Дюк (1/1) 4' | «Миллениум», Кардифф Зрителей: 74 169 Судья: Бен О’Киф |

## Статистика
| #  | Игрок            | Сборная   | Очков |
| -- | ---------------- | --------- | ----- |
| 1  | Максим Машено    | Франция   | 50    |
| 2  | Ли Халфпенни     | Уэльс     | 49    |
| 3  | Джонатан Секстон | Ирландия  | 44    |
| 4  | Аллан Томмазо    | Италия    | 41    |
| 4  | Грейг Лэйдлоу    | Шотландия | 41    |
| 6  | Оуэн Фаррелл     | Англия    | 39    |
| 7  | Джейкоб Стокдейл | Ирландия  | 35    |
| 8  | Джонни Мэй       | Англия    | 20    |
| 8  | Маттео Миноцци   | Италия    | 20    |
| 10 | Коннор Мюррей    | Ирландия  | 16    |

| # | Игрок            | Сборная    | Попыток |
| - | ---------------- | ---------- | ------- |
| 1 | Джейкоб Стокдейл | Ирландия   | 7       |
| 2 | Джонни Мэй       | Англия     | 4       |
| 2 | Маттео Миноцци   | Италия     | 4       |
| 4 | Аллан Томмазо    | Италия     | 3       |
| 4 | Хью Джонс        | Шотландия  | 3       |
| 4 | Шон Мэйтленд     | Шотландия  | 3       |
| 4 | Тедди Тома       | Франция    | 3       |
| 8 | 12 игроков       | 12 игроков | 2       |

## Комментарии
1. 1 2 3 4 5 6 7  Бонусное очко за занос 4 и более попыток.
2. 1 2 3 4 5 6  Бонусное очко за поражение с разницей менее 7 очков.
3. ↑  3 бонусных очка за победу над всеми соперниками